# DJ Jazzy Jeff

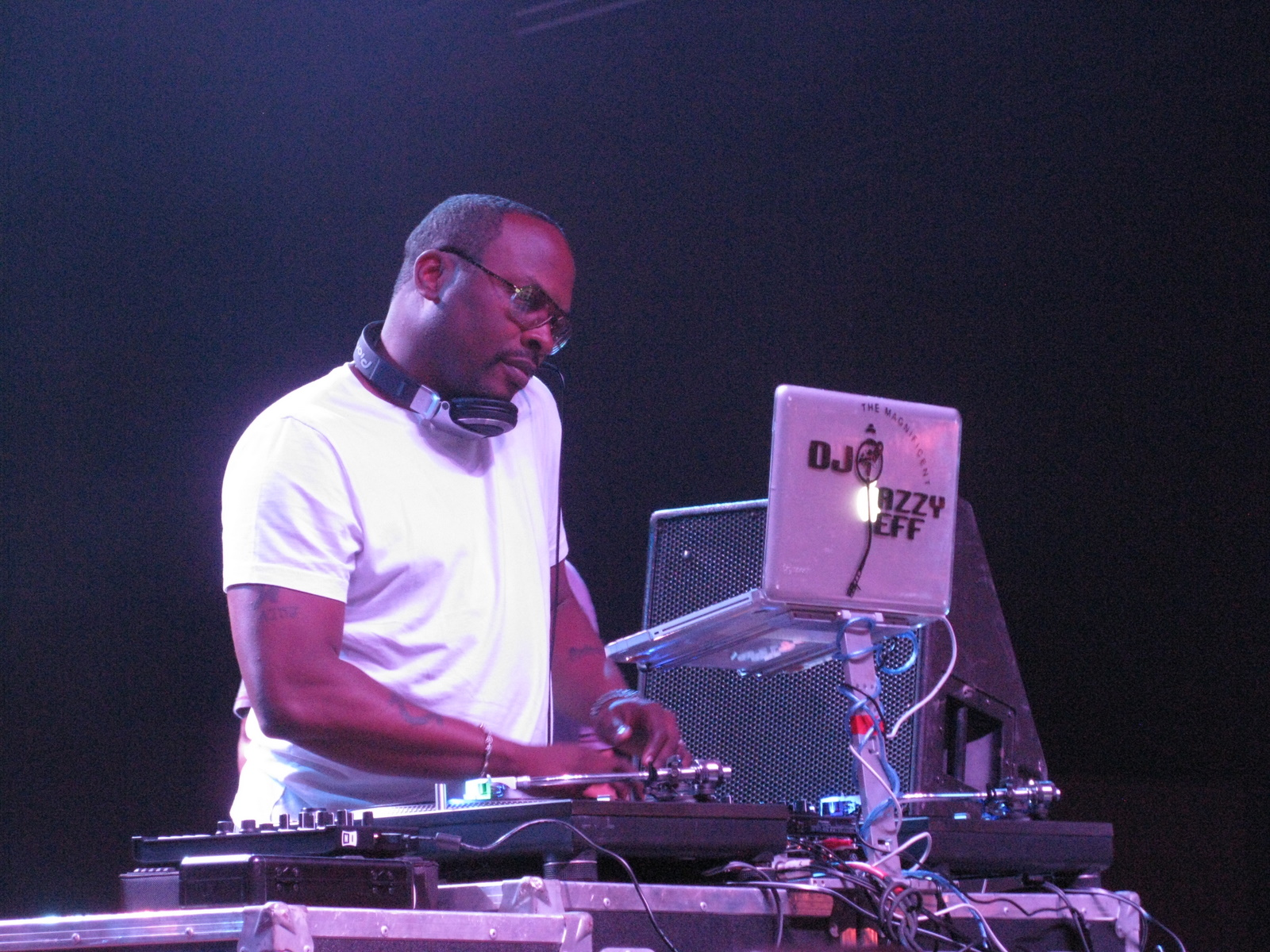
DJ Jazzy Jeff, 2011

DJ Jazzy Jeff (* 22. Januar 1965 in Philadelphia, Pennsylvania; bürgerlich Jeffrey Allen Townes) ist ein US-amerikanischer DJ und Musikproduzent. Er ist für die Entwicklung maßgebender Scratch-Techniken verantwortlich und bildet mit dem Rapper und Schauspieler Will Smith das einflussreiche Hip-Hop-Duo DJ Jazzy Jeff & the Fresh Prince.

## Werdegang
Townes’ Vater starb, als er selbst zehn Jahre alt war. Mit 14 Jahren begann er, aus familiärem Umfeld vor allem vom Jazz und Soul inspiriert, Platten aufzulegen und erarbeitete sich in den folgenden Jahren regionale Bekanntheit. In den 1980ern erfand er die Technik des Chirp-Scratchens, zudem stammt die erste Aufnahme eines Transform-Scratches von ihm. 1986 gewann er das New Music Seminar’s DJ Battle for World Supremacy. Ein Jahr zuvor hatte er Will Smith kennengelernt.
Als DJ Jazzy Jeff & The Fresh Prince veröffentlichten sie zwischen 1986 und 1993 fünf kommerziell erfolgreiche Alben, die die Popularität des Hip-Hop im Mainstream begründeten. 1989 erhielten sie für den Song Parents Just Don’t Understand den ersten Grammy überhaupt in der Kategorie Rap. Im Jahr darauf gründete Townes sein eigenes Plattenlabel A Touch of Jazz, benannt nach einem gleichnamigen Song auf ihrem Debütalbum. Zwischen 1990 und 1996 übernahm er eine wiederkehrende Gastrolle in der Sitcom Der Prinz von Bel-Air, deren Hauptrolle von Smith gespielt wurde. Während Smith eine Solokarriere begann, konzentrierte sich Townes in der Folge auf die Zusammenarbeit mit anderen Produzenten auf seinem Label, arbeitete aber auch weiterhin mit Smith an dessen Alben. Zusammen traten sie etwa am 2. Juli 2005 beim Live-8-Konzert in Philadelphia und am 30. Juni 2008 bei der Premiere von Hancock in Los Angeles auf.

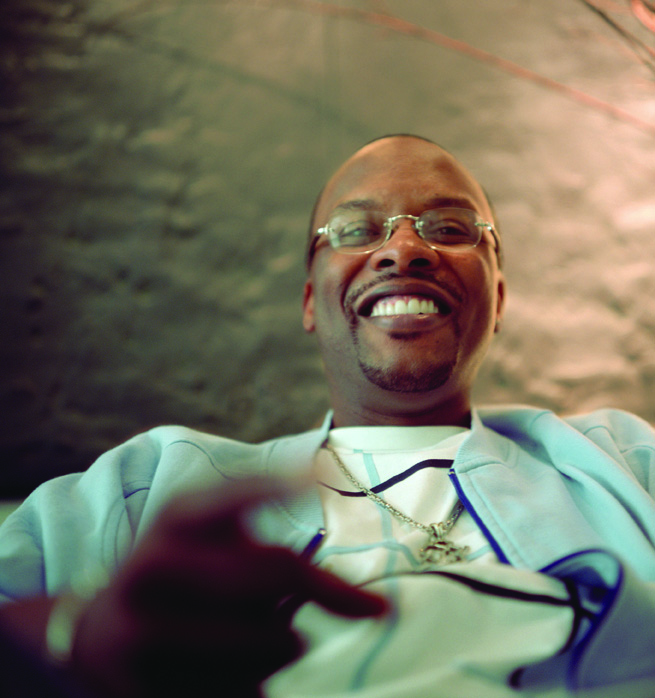
DJ Jazzy Jeff, 2002

Das Produzententeam von A Touch of Jazz, zu dem auch Dre & Vidal gehörten, arbeitete unter anderem an den Alben von Jill Scott, Musiq Soulchild und Floetry und war damit maßgeblich an der Entwicklung des Neo-Soul beteiligt. Einer ihrer Songs, Butterflies, landete auf Michael Jacksons Album Invincible. 2002 veröffentlichte Townes sein erstes Soloalbum The Magnificent. Fünf Jahre später folgte The Return of the Magnificent mit Gastauftritten von unter anderem Big Daddy Kane, Method Man und Kardinal Offishall. Seine Scratches sind auf Alben von Slum Village, The Roots, Little Brother und Talib Kweli zu hören.

## Diskografie

### Alben
| Jahr | Titel                         | Höchstplatzierung, Gesamtwochen, AuszeichnungChartsChartplatzierungen (Jahr, Titel, Platzierungen, Wochen, Auszeichnungen, Anmerkungen) | Anmerkungen |
| Jahr | Titel                         | R&B | Anmerkungen |
| ---- | ----------------------------- | --- | ----------- |
| 2002 | The Magnificent               | R&B73 (4 Wo.)R&B |             |
| 2007 | The Return of the Magnificent | R&B55 (3 Wo.)R&B |             |

Weitere Alben
- 2010: This Way (Album Sampler) (mit Ayah)
- 2011: Back for More (mit Ayah)

### Kompilationen
- 2005: The Soul Mixtape
- 2010: DJ Jazzy Jeff Presents Jeff’s in the House, Volume 1 (17 mp3-Files)

### DJ-Mixe
- 2004: In the House
- 2004: Scion CD Sampler V.10 – The Indie Labels (mit Peanut Butter Wolf)
- 2004: Hip-Hop Forever II
- 2006: Hip-Hop Forever III
- 2009: He’s the King, I’m the DJ (Michael Jackson in the Mix)
- 2010: Summertime – The Mixtape (mit Mick Boogie)
- 2011: 2011 DJ Jazzy Jeff’s Playlist and Christmas Bells (2 CDs)
- 2012: Summertime Vol. 3 (mit Mick Boogie)

### EPs
| Jahr | Titel Album     | Höchstplatzierung, Gesamtwochen, AuszeichnungChartsChartplatzierungen (Jahr, Titel, Album, Platzierungen, Wochen, Auszeichnungen, Anmerkungen) | Anmerkungen |
| Jahr | Titel Album     | UK | Anmerkungen |
| ---- | --------------- | --- | ----------- |
| 2002 | The Magnificent | UK88 (1 Wo.)UK |             |

Weitere EPs
- 2002: The Magnificent
- 2006: The Return of the Magnificent
- 2007: The Return of Hip Hop

### Singles
- 2002: Break It Down (feat. J-Live)
- 2002: Rock wit U
- 2002: For da Love of da Game
- 2002: How I Do (feat. Shawn Stockman)
- 2002: My Peoples
- 2015: A Touch of Jazz